# دگرگویی
دگرگویی، (به انگلیسی: Antonomasia) در فنّ‌بیان و آیین نگارش به گونه‌ای آرایه ادبی از خانواده کنایه‌ها گفته می‌شود که خود از انواع مجاز به‌شمار می‌روند . مجاز (و انواع، گونه‌ها و زیرگونه‌های آن) به معنای به ‌کارگیری واژه در معنای غیرحقیقی، از جمله مقولاتی است که در زبان و ادبیّات همه ملل دیده می‌شود؛ اما تمامی شیوه‌های به‌کارگیری واژه و سخن که در یک زبان و ادبیات به عنوان مجاز تلقی می‌گردند، در زبان و ادبیات دیگر (از جمله و به‌طور مثال زبان و ادبیّات فارسی) الزاماً به عنوان مجاز شناخته نمی‌شوند و از طرفی در مواردی میان مجازهای شناخته شده نیز شباهت‌ها و تفاوت‌هایی به چشم می‌خورد. به عنوان نمونه در زبان آلمانی ۱۰ گونه متفاوت مجاز شناخته شده‌است که دگرگویی (به دو شیوه خاص و عام) یکی از آن‌هاست.

## در ادبیات غرب
در ادبیات غربی، اصطلاح (antonomasia) اشاره به موردی دارد که در آن نامِ (توجّه شود: اسم و نه صفت) چیزی به جای نام چیز دیگری به کار رود یا اسم‌خاصّ کسی به دیگری اطلاق شود امّا منظور اصلی این باشد که بدین طریق خصوصیات بارز (این بار صفت) او نشان داده شود. مانند به کار بردن عبارت شاهزاده صلح برای عیسی پیامبر مسیحیت، اطلاق نام دُن خوآن به افراد دارای عشّاق متعدّد یا هیتلر به شخص مستبد یا ستمگر.

## در ادبیات فارسی
دگرگویی در زبان محاوره و شعر فارسی نیز معمول است و نمونه‌هایی دارد:
... من عهد کرده‌ام
حتّی اگر چه یک شب
رُم را پس از نرون به تماشا روم
دیوانه‌ای که می‌خواهد
زنجیر را به گردن تندر درافکند
«شفیعی کدکنی»
در این شعر، شاعر به نرون (۳۷-۶۸ م) دیکتاتور دیوانه‌خوی امپراتوری روم و شهر رم پایتخت او اشاره می‌کند، اما منظور اصلی او، هر فرمانروایی که خصوصیّات قدرت طلبی و درنده خویی او را دارا باشد و هر شهری که مقرّ حکومت چنین حاکمی باشد است.
به هر روی وجه تمایز دگرگویی با گونه‌های دیگر کنایه، سروکار داشتن با اسم است. به‌طور مثال صالح نجفی مترجم ایرانی در برگردان مقاله‌ای از رابرت هاگز (منتقد ادبی اهل استرالیا) به چاپ رسیده در ماهنامه خردنامه، واژه antonomasia را از انگلیسی به فارسی، به صورت عبارت «اسمی جایگزین» ترجمه کرده‌است.